# Ghiacciaio Vereyken
Il ghiacciaio Vereyken è un ghiacciaio lungo circa 15 km situato nella regione centro-occidentale della Dipendenza di Ross, nell'Antartide orientale. Il ghiacciaio, il cui punto più alto si trova a circa 1250 m s.l.m., si trova sulla costa di Scott, dove fluisce verso nord partendo dal versante nord-orientale del monte Morning e scorrendo tra la cresta Hurricane, a est, e la cresta Riviera, a ovest, fino a unire il proprio flusso a quello del ghiacciaio Koettlitz.

## Storia
Il ghiacciaio Vereyken è stato mappato da membri dello United States Geological Survey (USGS) grazie a fotografie aeree scattate dalla marina militare statunitense (USN) nel periodo 1956-62, e così battezzato nel 1994 dal Comitato consultivo dei nomi antartici in onore di Jill Vereyken, che aveva coordinato e pianificato le attività di supporto scientifico presso la stazione McMurdo sin dal 1984.